# Maxx (eurodance)
Maxx is een Eurodance-project uit Duitsland en was in de midden jaren 90 internationaal succesvol met de singles "Get-A-Way," "No More (I Can't Stand It)" en het album "To The Maxximum". Maxx is een samensmelting van Maximum Xstacy.

## Succes
Muziekproducenten Jürgen Wind en muziekmanager David Brunner startten het project in 1993. De eerste single "Get-A-Way" werd een grote hit in Europa. Er werden 250.000 singles van verkocht in Duitsland en haalde daar een gouden status. In heel Europa werden er 1,2 miljoen exemplaren verkocht in 1994. De Duitse rapper Boris Köhler (Gary Bokoe) en de Duitse zangeres Samira Besic namen de vocalen op deze eerste single op. In de videoclip werd Besic vervangen door een Turks-Duits model met de naam Alice Montana (Echte naam: Eliz Yavuz; geb. datum 20 juli 1971) die de zang van Besic playbackte.
Na "Get-A-Way" werd Besic vervangen door de Britse zangeres Linda Meek. Köhler bleef aan als rapper van het project. De volgende single "No More (I Can't Stand It)" is opnieuw ingezongen door Meek en deze plaat stond wederom hoog genoteerd in de Eurodance Charts. Het Maxx-album "To The Maxximum" werd uitgebracht in 1994. Hun derde single "You Can Get It" is uitgebracht in 1994, en in 1995 werden de singles "I Can Make You Feel Like" en "Move Your Body" uitgebracht
Na deze twee succesvolle jaren verdween het project uit de Eurodance scene.

## Terugkomen
In december 2016 kondigde Maxx een reünie aan met de oprichters Brunner en Wind. Op 25 augustus 2017 maakte Maxx haar comeback tijdens het We love the 90s Estonia festival in Tallinn. Maxx wordt nu geleid door Linda Meek onder haar nieuwe naam Elyse G. Rogers en een nieuwe rapper (Twitch).

## Discografie

### Studioalbums
| Album met eventuele hitnotering(en) in de Nederlandse Album Top 100 | Datum van verschijnen | Datum van binnenkomst | Hoogste positie | Aantal weken | Opmerkingen |
| ------------------------------------------------------------------- | --------------------- | --------------------- | --------------- | ------------ | ----------- |
| To The Maxximum                                                     | 1994                  | 23-07-1994            | 25              | 10           |             |

### Singles
| Single met eventuele hitnotering(en) in de Nederlandse Top 40 | Datum van verschijnen | Datum van binnenkomst | Hoogste positie | Aantal weken | Opmerkingen           |
| ------------------------------------------------------------- | --------------------- | --------------------- | --------------- | ------------ | --------------------- |
| Get-A-Way                                                     | 1994                  | 26-02-1994            | 3               | 11           | #4 in de Mega Top 50  |
| No More (I can't stand it)                                    | 1994                  | 11-06-1994            | 6               | 10           | #5 in de Mega Top 50  |
| You Can Get It                                                | 1994                  | 15-10-1994            | 32              | 4            | #35 in de Mega Top 50 |
| I Can Make You Feel Like                                      | 1995                  |                       |                 |              |                       |
| Move Your Body                                                | 1995                  |                       |                 |              |                       |